# Colepiocephale
Colepiocephale (лат.) — род динозавров из семейства пахицефалозаврид (Pachycephalosauridae), живших во времена верхнемеловой эпохи (83,5—70,6 млн лет назад) на территории современной провинции Альберта (Канада). Единственный вид Colepiocephale lambei был  описан Штернбергом в 1945 году как Stegoceras lambei и выделен Салливаном в отдельный род в 2003 году.
С. lambei описан на основании голотипа NMC 8818 — черепа, имеющего выпуклую шлемоподобную форму.